# 霍爾蒂察島
47°49′N 35°6′E / 47.817°N 35.100°E
霍爾蒂察島（烏克蘭語：Хортиця，羅馬化：Khortytsia，發音：[ˈxɔrtɪtsʲɐ]），或译作霍尔季察岛，是烏克蘭第聶伯河中的最大島嶼，在南部扎波羅熱州首府扎波羅熱的轄区内，長12.5公里、寬2.5公里，面積23.59平方公里，最高點海拔高度30米。2007年入選為烏克蘭七大奇蹟。

## 外部連結
- Official website of Khortytsia National Sanctuary
- Official website of Historic Cultural Complex Zaporizhian Sich